# Опарипсы
Опарипсы (укр. Опарипси) — село в Радивиловской городской общине Дубенского района Ровненской области Украины.
До 2020 года входило в Радивиловский район.
Население по переписи 2001 года составляло 799 человек. Почтовый индекс — 35506. Телефонный код — 3633. Код КОАТУУ — 5625881604.